# ラース・フォン・トリアー
ラース・フォン・トリアー （Lars von Trier, 本名はラース・トリアー、Lars Trier, 1956年4月30日 - ） は、デンマークの映画監督。コペンハーゲン出身。ドグマ95という映画の方法論に大きく関与しているが、その他にも様々なスタイルの映画で知られ、1980年代以降デンマークの映画界に対する他国の関心を高めた中心人物だと見なされている。過激な表現で物議をかもすことでも有名な監督である。

## 来歴

### 生い立ちと初期のキャリア
1956年4月30日にラース・トリアーは、アルフ・トリアーとインゲル・トリアーの息子として（実際にはインゲルの上司が実の父親だった）コペンハーゲンで生まれた。公務員であった両親は進歩主義的な左派で、家庭内ではヌーディスト的生活を実践してもいた。子供時代のラースは休日をヌーディストキャンプで過ごすこともあり、躾を反動的なことだと考えた両親によって様々なことを自分で決めるように任されていた。トリアー家は無神論の立場を取っており「感情・宗教・楽しみ」を排し子供には規則を作らないという家庭であった。このことが人格形成に大きな影響を与えたとラースは語っている。11歳のときに母親の買った8ミリカメラを貰って以来、中等教育の間にトリアーは自主製作の映画を撮り続けた。トリアーにとって映画は外界と関わり学ぶための手段でもあった。
コペンハーゲン大学映画学科を卒業後、1979年にデンマーク映画学校に入学して映画演出を学んだ。在学中には『ノクターン』（1980年）と卒業制作の『Image of Liberation （Befrielsesbilleder）』（1982年）の2本の短編映画を監督。どちらもミュンヘン映画祭で短編賞を受賞した。「フォン・トリアー」はこの時期の同級生に付けられたあだ名で、デンマークでは平凡な名の「ラース」と平凡な姓の「トリアー」の間にドイツ語圏の貴族の姓に多い「フォン（von）」をつけた仲間内のジョークであった。しかしトリアーは、過去の偉大な映画監督であるエリッヒ・フォン・シュトロハイムやジョセフ・フォン・スタンバーグ（どちらも映画監督になった際に、名前に「フォン」を付け加えた）へのオマージュから「フォン」を入れたままにしていると語っている。1983年に同映画学校を卒業した。

### ヨーロッパ三部作
1984年、頭脳派連続殺人犯を描いた初の長編『エレメント・オブ・クライム』を発表。同年の第37回カンヌ国際映画祭のコンペティション部門に出品され、フランス映画高等技術委員会賞を受賞した。色調の操作を極めた同作は従来のデンマーク映画とは全く異なるものであった。以後、トリアーは同作に始まる、未来に対するヨーロッパのトラウマを描いた「ヨーロッパ三部作」プロジェクトを始動させた。
1987年には『エピデミック～伝染病』を製作。第40回カンヌ国際映画祭のある視点部門で上映された。同作は未来世界の伝染病を描いたダークSFのパートと、その物語を準備している2人の映画作家（トリアーと、友人で『エレメント・オブ・クライム』の脚本を共同執筆したNiels Vørselが演じている）を描いたパートからなっており、2つの物語は最後に融合することになる。
翌1988年にはカール・テオドア・ドライヤーの脚本を元に、ウド・キアーを主演に起用したテレビ映画『メディア』を製作。フランスのジャン・ダーシー賞を受賞した。
1991年、三部作の最後を飾る『ヨーロッパ』を発表。第44回カンヌ国際映画祭審査員賞、シッチェス・カタロニア国際映画祭作品賞など各地の映画祭で受賞を果たした。同作はアメリカでは『Zentropa （ツェントローパ）』の題名で公開された。
また、前年の1990年にはレイド・バックによる世界的ヒット曲『Bakerman』のミュージックビデオを監督した。このビデオは2006年のShaun Bakerによる同曲のリメイクの際にも使われている。

### ツェントローパと『キングダム』
1992年、プロデューサーのピーター・アールベーク・ジェンセンとともに映画製作会社ツェントローパを設立した。同社は経済的な自立を達成し、芸術的な面を完全にコントロールできるようにする目的であった。社名は当時最新作であった『ヨーロッパ』にちなんでいる。同社はトリアーの作品の他にも多数の映画やテレビシリーズを製作している。またツェントローパは主流の映画製作会社としてハードコアポルノを製作しているという意味でも世界唯一のものになっている。
1994年、ツェントローパのための資金を目的に、「王国病院」（Rigshospitalet）と呼ばれていたデンマークの国立病院を舞台にしたテレビシリーズ『キングダム』を監督した。同作は国内で50パーセント以上の視聴率を記録、デンマーク版『ツイン・ピークス』と称されるなど人気を博した。1997年には続編の『キングダムII』が製作され第3部も予定されていたが、メインキャラクターの一人であるヘルマー医師を演じたエルンスト・フーゴ・イエアゴーが死去したために製作は中断された。

### ドグマ95
1995年、トリアーの母親が死去。遺言としてトリアーの遺伝上の父は彼女の夫ではなく、元上司でカトリックの音楽家の家系のフリッツ・ミカエル・ハートマンという男性であり、「芸術家の遺伝子のため」に彼を選んだことが明らかとなった。その後、何度かの気まずい会見の後でハートマンはトリアーに会うことを拒否するようになった。この暴露の後、トリアーは育ての父との関係を「消去」しようとし、一時期はカトリックに入信した。現在はカトリックに破門されてはいないものの無神論の立場を取っている。映画においても「正直さ」を大きく扱った作品を製作するようになる。
同年トリアーはトマス・ヴィンターベアとともに、技術的なミニマリズムの原則であるドグマ95を発表した。この時点では多くの批評家がこの方法論は急進的すぎて成功しないだろうと考えており、実際にこのドグマに従った映画が発表されるまでにはしばらく時間がかかった。
1996年、『奇跡の海』を発表。第49回カンヌ国際映画祭でグランプリを受賞した。主演のエミリー・ワトソンはアカデミー主演女優賞にノミネートされた。同作は厳密にはドグマ95には基づいていないもの、粒状間のある画面や手持ちカメラ主体の撮影はドグマの行く先を示していた。同作はその後の『イディオッツ』（1998年）、『ダンサー・イン・ザ・ダーク』（2000年）と合わせ、困難な状況下でも純粋な心を保ち続ける女性を主人公にした「黄金の心三部作」を形成する。
また同年には、コペンハーゲンで53人の役者を使った実験的な劇『Psychomobile 1 – The World Clock』を製作した。このプロジェクトを記録したドキュメンタリーがジェスパー・ジャーギルによって製作され、2000年に『De Udstillede（展覧物）』として発表された。
1998年にはドグマ95に完全に従って製作された『イディオッツ』を発表。第51回カンヌ国際映画祭に出品された際、トリアーは旅嫌いにもかかわらず陸路でカンヌまで出かけた。デンマーク映画界への国際的な関心を高めたドグマ95によりトリアーの影響も多くの作家に及ぶことになった。

### 過激な表現
『イディオッツ』（1998年）での性的に過激な表現の使用はアート映画における「振り」でないセックス描写の流行をもたらした。この流れにある映画としてカトリーヌ・ブレイヤの『ロマンスX』（1999年）、ヴィルジニー・デパントとコラリー・トラン・ティの『ベーゼ・モア』（2000年）、パトリス・シェローの『インティマシー/親密』（2001年）、ヴィンセント・ギャロの『ブラウン・バニー』（2003年）、マイケル・ウィンターボトムの『9 Songs ナイン・ソングス』（2004年）などが挙げられる。
1998年には自身の映画製作会社ツェントローパを主流の映画会社でありながら、ハードコアポルノを製作する世界で初めての会社にしたことでも映画史に名を残している。この路線の作品は『Constance』（1998年）、『Pink Prison』（1999年）、『HotMen CoolBoyz』（2000年）やアダルトと主流映画の混合作品『オール・アバウト・アンナ』（2005年）の4本が製作された。これらは主に女性の観客を対象としておりヨーロッパでは成功を収めている。特に前2作は2006年3月のノルウェーにおけるポルノ合法化に直結している。
この動きはAnna Span、Erika Lust、Petra Joyらによるヨーロッパでの女性向けポルノの波を先導することになった。しかし、ツェントローパ自身は英語圏のビジネス相手からの圧力により、後にこの路線を放棄することになった。2009年7月には女性紙『Cosmopolitan』による女性向けポルノランキングで『Pink Prison』が「新しい世代のポルノのロールモデルとなった」功績により1位に輝いた。
トリアー自身は2009年の『アンチクライスト』でより暗いテーマとともに過激な性表現に回帰することになる。2012年には自身の監督作品としては『イディオッツ』以来14年ぶりに、前述の「振りではないセックス描写」を含む『ニンフォマニアック』の製作を発表。再び議論を呼ぶ過激な作風となることを示唆した。

### 2000年代
2000年、アイスランドのミュージシャンビョークを起用したミュージカル『ダンサー・イン・ザ・ダーク』を発表。第53回カンヌ国際映画祭でパルム・ドールを受賞した。トリアー自身も作詞に参加した挿入歌『I've Seen It All』はアカデミー賞の歌曲賞にノミネートされた。
2003年、ヨルゲン・レスとともに製作したドキュメンタリー『ラース・フォン・トリアーの5つの挑戦』は長時間に渡る実験映画的要素も含んでいる。その内容はトリアーが友人であり相談相手でもあるレスに対し、彼が昔撮った実験映画『The Perfect Human』（1967年）を5度に渡って、それぞれ異なる「障害」のもとでリメイクさせるというものだった。
続けてトリアーは「機会の土地アメリカ三部作」のうちの2作分、ニコール・キッドマンをギャングの娘グレースとして主演で起用した『ドッグヴィル』（2003年）と同役にブライス・ダラス・ハワードを起用した『マンダレイ』（2005年）を発表した。両作とも極端に非現実的な表現を取り入れており、役者達はチョークで床に線を引きまばらに大道具を配置しただけの録音ステージで演技をしている。どちらもハリエット・アンデルセン、ローレン・バコール、ジェイムズ・カーン、ウィレム・デフォーなど知名度も出演料も高い俳優を起用し、アメリカを舞台に人間社会の様々な問題、『ドッグヴィル』では非寛容を、『マンダレイ』では奴隷制度を描いた。
また、トリアーが脚本を執筆しドグマ95の盟友トマス・ヴィンターベアが監督を務めた『ディア・ウェンディ』（2005年）もアメリカを舞台にしている。同作はジェイミー・ベルとビル・プルマンを起用して銃崇拝について描いた作品である。しかし『マンダレイ』と『ディア・ウェンディ』は商業的に失敗し、他のデンマーク内で重要視されていた監督たちの失敗と合わせてデンマーク映画界における危機の到来の印と受け止められた。
2006年にはデンマーク語のオフィスコメディ『ボス・オブ・イット・オール』を監督した。同作ではトリアーがオートマビジョンと名付けた、監督が最適なカメラ位置を選んだ後にコンピューターがランダムにチルト・パン・ズームを制御する方式によって撮影された。
次のプロジェクトはトリアーが脚本を執筆し、ヤコブ・トゥエセンが監督した『De unge år: Erik Nietzsche sagaen del 1』（2007年）である。同作はトリアーの映画学校時代を描いた自伝的なものであった。Jonatan Spangがトリアーの変わり身であるErik Nietzscheを演じ、トリアー自身がナレーションを行った。主要な登場人物はデンマーク映画界の実在の人物に基づいており、Jens Albinusが映画監督のNils Malmros役として、Dejan Cukicが脚本家のMogens Rukov役として、Søren Pilmarkがセックスに依存している校長のHenning Camre役として登場する。

### 鬱三部作
2009年に「悲しみに暮れるカップルが森の中の小屋に引きこもり傷心と結婚生活のトラブルを修復しようとするが、自然が牙を向き事態は悪化していく」というコンセプトのホラー映画『アンチクライスト』を発表。同作はウィレム・デフォーとシャルロット・ゲンズブールを起用し、露骨な性描写を含むことで世界初の公開場所となった第62回カンヌ国際映画祭で物議を醸した。同映画祭ではゲンズブールが女優賞を受賞し、精神的・人道的・普遍的価値をもった映画に賞を出すキリスト教系の審査団からは本作が女性蔑視とされたことに対して「反賞」が特別に贈られた。
同年10月、心理的破局ドラマの要素を持ったSF映画『メランコリア』のプロジェクトをアナウンスした。アイディアはうつ病に苦しんでいた頃のトリアーが出席したセラピーセッションから来ており、セラピストはうつ病の人々は先に悪いことが起こると予想し、強いプレッシャーの下では他の者よりも冷静に行動する傾向があることをトリアーに伝えていた。主演にはキルスティン・ダンストが起用され、前作に引き続きシャルロット・ゲンズブールが出演した。その他にもキーファー・サザーランド、 シャーロット・ランプリング、 アレクサンダー・スカルスガルド、 ステラン・スカルスガルド、 ウド・キアらが起用された。撮影が約5百万ユーロの予算で2010年7月から9月まで行われた。同作は2011年の第64回カンヌ国際映画祭に出品されたが、現地での記者会見の中でアドルフ・ヒトラーに理解を示す発言を行ったことがペルソナ・ノン・グラータにあたるとして理事会より事実上の映画祭追放処分を受けた。同映画祭ではダンストが女優賞を受賞した。
2011年9月には色情狂を意味する『ニンフォマニアック』というタイトルの、ある女性のセクシュアリティの歴史を追求したハードコアポルノのプロジェクトをアナウンスした。トリアーの前2作に出演したシャルロット・ゲンズブールが主演を務め、彼女が演じる主人公ジョーの若い頃は新人のステイシー・マーティンが演じた。その他にもトリアーの作品に度々出演しているステラン・スカルスガルドやウィレム・デフォー、『ドッグヴィル』に主演したニコール・キッドマンが起用された。また、ゲンズブールの相手役として出演したシャイア・ラブーフは自身が演じた性描写は演技ではなく「本番」であることを明らかにした。同作はソフトコア版とハードコア版の2つのバージョンが製作され、後者ではポルノ俳優が一般俳優の性描写の代役を務めた。撮影は2012年夏に行われ、プロデューサーのピーター・アールベック・ジェンセンは2013年のカンヌ国際映画祭の出品を狙っていると発言した。最終的に同作は計4時間の全2部作として製作された。2013年12月にデンマーク国内で一般公開され、翌2014年にはVol.1が第64回ベルリン国際映画祭、Vol.2が第71回ヴェネツィア国際映画祭でそれぞれ上映された。
トリアーは2007年の後半から2009年の初めまでの長期間に渡ってうつ病を患っており、『アンチクライスト』、『メランコリア』、『ニンフォマニアック』は「欝三部作」と呼ばれている。

## 人物・作風

### 精神疾患
トリアーは飛行機恐怖症など様々な種類の精神疾患を抱えており、「基本的に人生におけるすべてが怖い。映画作りだけは違うけれど」とも語っている。空路による移動ができないために彼の映画製作は大きな制約を受け、これまでの映画のほとんどはアメリカなど外国を舞台にしている場合でもデンマークかスウェーデンで製作されている。トリアーの映画のほとんどを上映しているカンヌ国際映画祭の授賞式にもデンマークからフランスまで陸路自動車で出かけている。
トリアーは何度も散発的なうつ病に悩まされており、仕事や社会関係に支障をきたしていると語っている。2007年の後半から2009年の始めにかけてのうつ病による休業は大きく報道された。

### セクシャル・ハラスメント
『ダンサー・イン・ザ・ダーク』主演のビョークがセクシャル・ハラスメントを受けていたことを告白している。撮影中に生々しい描写の不快な性的な提案を繰り返し囁かれる、性的な意図を持って真夜中に自分の部屋のバルコニーからビョークの部屋へ乗り越えて来ると脅される、長く抱きつかれたり時には何分間も撫で回される、触るのをやめてくれと言うと激昂しセットにいる皆の前で椅子を破壊するなどの行為を告白している。声明で実名は挙げていなかったもののラース・フォン・トリアーであることは疑いようもなく、後日ラース・フォン・トリアーはデンマークの『ユランズ・ポステン』紙にコメントを寄せ、このビョークの主張は「事実ではない」と否定している。その他にも自身の制作会社ツェントローパの女性社員に全裸でプールに入ることを強要していたことが明らかになっている。

### 特徴的な手法
トリアーは「映画は靴の中の小石でなければならない」と語っており、独創的なものを作り上げるために映画監督が行うべきこととして、しばしば映画製作の工程に制約を設ける形で、他と異なったスタイルを用いるようにしなければならないということを主張している。有名なのは映画における「純潔の誓い」ともいうべきドグマ95である。トリアーはこの運動に深く関わっていたにもかかわらず、彼の映画で完全にドグマ95に従って作られたのは『イディオッツ』（1998年）だけである。他にも『ダンサー・イン・ザ・ダーク』（2000年）では「現実」のシーンと「夢」のミュージカルシーンとの間で劇的な効果を伴った配色の違いやカメラ技術の違いが設けられている。また、『ドッグヴィル』（2003年）や『マンダレイ』（2005年）では録音ステージの床に書かれた線で表現された壁もないセット上の町ですべてが撮影されている。
トリアーはしばしばデジタル撮影技術を取り入れてカメラを自分自身で操作し、テイク間の停止を設けずに連続的に役者の演技を撮る撮影スタイルを行っている。また『ドッグヴィル』ではメソッド演技法に基づき、役者たちに何時間もの間役に成り切らせて撮影を行っている。これらの方法は『ダンサー・イン・ザ・ダーク』のビョークをはじめ、役者達に大きなストレスを与えることにもなった。トリアーはウド・キアー、ジャン＝マルク・バール、ステラン・スカルスガルド、近年ではウィレム・デフォーやシャルロット・ゲンズブールら何人かの俳優を繰り返し起用している。
トリアーはカール・テオドア・ドライヤー、特に『The Night Porter』から大きな影響を受けている。他にもトリアーに影響を与えたものとして『ラース・フォン・トリアーの5つの挑戦』（2003年）の中で5度に渡りリメイクされたヨルゲン・レスの短編映画『The Perfect Human』がある。『アンチクライスト』（2009年）はアンドレイ・タルコフスキーに捧げられた。

## 作品

### 長編映画
| 年   | 題名                                                                      | 役割             | 備考                                                       |
| ---- | ------------------------------------------------------------------------- | ---------------- | ---------------------------------------------------------- |
| 1984 | エレメント・オブ・クライム Forbrydelsens element                          | 監督・脚本・原作 | ヨーロッパ三部作                                           |
| 1987 | エピデミック～伝染病 Epidemic                                             | 監督・脚本       | ヨーロッパ三部作                                           |
| 1991 | ヨーロッパ Europa                                                         | 監督・脚本       | ヨーロッパ三部作                                           |
| 1996 | 奇跡の海 Breaking the Waves                                               | 監督・脚本       | 黄金の心三部作                                             |
| 1998 | イディオッツ Idioterne                                                    | 監督・脚本・撮影 | 黄金の心三部作                                             |
| 2000 | ダンサー・イン・ザ・ダーク Dancer in the Dark                             | 監督・脚本       | 黄金の心三部作                                             |
| 2003 | ドッグヴィル Dogville                                                     | 監督・脚本       | 機会の土地アメリカ三部作                                   |
| 2003 | ラース・フォン・トリアーの5つの挑戦 De fem benspænd The Five Obstructions | 監督・脚本       | ドキュメンタリー映画 ヨルゲン・レスと共同監督 出演         |
| 2005 | マンダレイ Manderlay                                                      | 監督・脚本       | 機会の土地アメリカ三部作                                   |
| 2005 | ディア・ウェンディ Dear Wendy                                             | 脚本             |                                                            |
| 2006 | ボス・オブ・イット・オール Direktøren for det hele                        | 監督・脚本       |                                                            |
| 2009 | アンチクライスト Antichrist                                               | 監督・脚本       | 鬱三部作                                                   |
| 2011 | メランコリア Melancholia                                                  | 監督・脚本       | 鬱三部作                                                   |
| 2013 | ニンフォマニアック Vol.1 Nymphomaniac: Vol. I                             | 監督・脚本       | 鬱三部作                                                   |
| 2013 | ニンフォマニアック Vol.2 Nymphomaniac: Vol. II                            | 監督・脚本       | 鬱三部作                                                   |
| 2018 | ハウス・ジャック・ビルト The House That Jack Built                        | 監督・脚本       |                                                            |
| TBA  | Wasington                                                                 | 監督・脚本       | 無期限延期とされた。「機会の土地アメリカ三部作」の最終作。 |

撮影監督としてクレジットされているものは『イディオッツ』だけだが、実際には自らカメラを回す事も多くいくつかの映画ではカメラオペレーターとしてクレジットされている。

### 短編映画
- Turen til Squashland （1967年）
- Nat, skat （1968年）
- Et skakspil （1969年）
- En røvsyg oplevelse （1969年）
- Hvorfor flygte fra det du ved du ikke kan flygte fra? Fordi du er en kujon （1970年）
- En blomst （1971年）
- Orchidégartneren / The Orchid Gardener （1977年）
- Menthe - La bienheureuse （1979年）
- Nocturne （1980年）
- Den sidste detalje / The Last Detail （1981年）
- Befrielsesbilleder / Images of a Relief （1982年） デンマーク映画学校の卒業製作
- 職業 Occupations （2007年） オムニバス『それぞれのシネマ』の一編
- Dimension 1991-2024 (en) （2010年） ウド・キアー主演の映画で、1991年から2024年までクリスマスの頃に毎年3分ずつ年毎にヨーロッパの違う土地で撮影して完成させるものだったが、ラース・フォン・トリアーがプロジェクトに興味を失ったために1997年までの撮影分で打ち切りとなり2010年に公開。

### テレビ
劇場公開もされた作品もある。
- メディア Medea （1988年）
- Lærerværelset （1994年） テレビシリーズ
- キングダム Riget （1994年 - 1997年） テレビシリーズ。後にスティーヴン・キングにより『キングダム・ホスピタル』としてリメイクされた。
- D-Dag （2000年 - 2001年）

- キングダム エクソダス〈脱出〉Riget:Exodus（2022年）

## 受賞歴
| 賞                               | 年     | 部門                         | 作品                                    | 結果       |
| -------------------------------- | ------ | ---------------------------- | --------------------------------------- | ---------- |
| シカゴ国際映画祭                 | 1984年 | シルバー・ヒューゴ賞         | 『エレメント・オブ・クライム』          | 受賞       |
| カンヌ国際映画祭                 | 1984年 | フランス映画高等技術委員会賞 | 『エレメント・オブ・クライム』          | 受賞       |
| カンヌ国際映画祭                 | 1991年 | 審査員賞                     | 『ヨーロッパ』                          | 受賞       |
| カンヌ国際映画祭                 | 1991年 | フランス映画高等技術委員会賞 | 『ヨーロッパ』                          | 受賞       |
| カンヌ国際映画祭                 | 1996年 | グランプリ                   | 『奇跡の海』                            | 受賞       |
| カンヌ国際映画祭                 | 2000年 | パルム・ドール               | 『ダンサー・イン・ザ・ダーク』          | 受賞       |
| ボディル賞                       | 1985年 | デンマーク映画賞             | 『エレメント・オブ・クライム』          | 受賞       |
| ボディル賞                       | 1992年 | デンマーク映画賞             | 『ヨーロッパ』                          | 受賞       |
| ボディル賞                       | 1995年 | デンマーク映画賞             | 『キングダム』                          | 受賞       |
| ボディル賞                       | 1997年 | デンマーク映画賞             | 『奇跡の海』                            | 受賞       |
| ボディル賞                       | 1999年 | デンマーク映画賞             | 『イディオッツ』                        | ノミネート |
| ボディル賞                       | 2001年 | デンマーク映画賞             | 『ダンサー・イン・ザ・ダーク』          | ノミネート |
| ボディル賞                       | 2004年 | デンマーク映画賞             | 『ドッグヴィル』                        | 受賞       |
| ボディル賞                       | 2006年 | デンマーク映画賞             | 『マンダレイ』                          | ノミネート |
| ボディル賞                       | 2010年 | デンマーク映画賞             | 『アンチクライスト』                    | 受賞       |
| ボディル賞                       | 2012年 | デンマーク映画賞             | 『メランコリア』                        | 受賞       |
| ボディル賞                       | 2014年 | デンマーク映画賞             | 『ニンフォマニアック』                  | ノミネート |
| ロバート賞                       | 1985年 | デンマーク映画賞             | 『エレメント・オブ・クライム』          | 受賞       |
| ロバート賞                       | 1992年 | デンマーク映画賞             | 『ヨーロッパ』                          | 受賞       |
| ロバート賞                       | 1995年 | 脚本賞                       | 『キングダム』                          | 受賞       |
| ロバート賞                       | 1997年 | デンマーク映画賞             | 『奇跡の海』                            | 受賞       |
| ロバート賞                       | 1997年 | 脚本賞                       | 『奇跡の海』                            | 受賞       |
| ロバート賞                       | 2001年 | 監督賞                       | 『ダンサー・イン・ザ・ダーク』          | ノミネート |
| ロバート賞                       | 2004年 | デンマーク映画賞             | 『ドッグヴィル』                        | ノミネート |
| ロバート賞                       | 2004年 | 監督賞                       | 『ドッグヴィル』                        | ノミネート |
| ロバート賞                       | 2004年 | 脚本賞                       | 『ドッグヴィル』                        | 受賞       |
| ロバート賞                       | 2006年 | デンマーク映画賞             | 『マンダレイ』                          | ノミネート |
| ロバート賞                       | 2006年 | 監督賞                       | 『マンダレイ』                          | ノミネート |
| ロバート賞                       | 2006年 | 脚本賞                       | 『マンダレイ』                          | ノミネート |
| ロバート賞                       | 2007年 | 脚本賞                       | 『ボス・オブ・イット・オール』          | ノミネート |
| ロバート賞                       | 2010年 | デンマーク映画賞             | 『アンチクライスト』                    | 受賞       |
| ロバート賞                       | 2010年 | 監督賞                       | 『アンチクライスト』                    | 受賞       |
| ロバート賞                       | 2010年 | 脚本賞                       | 『アンチクライスト』                    | 受賞       |
| ロバート賞                       | 2012年 | デンマーク映画賞             | 『メランコリア』                        | 受賞       |
| ロバート賞                       | 2012年 | 監督賞                       | 『メランコリア』                        | 受賞       |
| ロバート賞                       | 2012年 | 脚本賞                       | 『メランコリア』                        | 受賞       |
| ロバート賞                       | 2015年 | デンマーク映画賞             | 『ニンフォマニアック』                  | 受賞       |
| ロバート賞                       | 2015年 | 監督賞                       | 『ニンフォマニアック』                  | 受賞       |
| ロバート賞                       | 2015年 | 脚本賞                       | 『ニンフォマニアック』                  | 受賞       |
| ロバート賞                       | 2019年 | デンマーク映画賞             | 『ハウス・ジャック・ビルト』            | ノミネート |
| ロバート賞                       | 2019年 | 監督賞                       | 『ハウス・ジャック・ビルト』            | ノミネート |
| ロバート賞                       | 2019年 | 脚本賞                       | 『ハウス・ジャック・ビルト』            | ノミネート |
| ストックホルム国際映画祭         | 1991年 | グランプリ                   | 『ヨーロッパ』                          | 受賞       |
| ストックホルム国際映画祭         | 1996年 | 国際映画批評家連盟賞         | 『奇跡の海』                            | 受賞       |
| シッチェス・カタロニア国際映画祭 | 1991年 | 作品賞                       | 『ヨーロッパ』                          | 受賞       |
| カルロヴィ・ヴァリ国際映画祭     | 1995年 | 監督賞                       | 『キングダム』                          | 受賞       |
| シアトル国際映画祭               | 1995年 | グランプリ                   | 『キングダム』                          | 受賞       |
| ヨーロッパ映画賞                 | 1996年 | 作品賞                       | 『奇跡の海』                            | 受賞       |
| ヨーロッパ映画賞                 | 1996年 | 国際映画批評家連盟賞         | 『奇跡の海』                            | 受賞       |
| ヨーロッパ映画賞                 | 1998年 | 脚本賞                       | 『イディオッツ』                        | ノミネート |
| ヨーロッパ映画賞                 | 2000年 | 作品賞                       | 『ダンサー・イン・ザ・ダーク』          | 受賞       |
| ヨーロッパ映画賞                 | 2000年 | 観客賞                       | 『ダンサー・イン・ザ・ダーク』          | 受賞       |
| ヨーロッパ映画賞                 | 2003年 | 作品賞                       | 『ドッグヴィル』                        | ノミネート |
| ヨーロッパ映画賞                 | 2003年 | 監督賞                       | 『ドッグヴィル』                        | 受賞       |
| ヨーロッパ映画賞                 | 2003年 | 脚本賞                       | 『ドッグヴィル』                        | ノミネート |
| ヨーロッパ映画賞                 | 2003年 | 観客賞                       | 『ドッグヴィル』                        | ノミネート |
| ヨーロッパ映画賞                 | 2003年 | ドキュメンタリー賞           | 『ラース・フォン・トリアーの5つの挑戦』 | ノミネート |
| ヨーロッパ映画賞                 | 2008年 | 世界的貢献賞                 | -                                       | 受賞       |
| ヨーロッパ映画賞                 | 2009年 | 監督賞                       | 『アンチクライスト』                    | ノミネート |
| ヨーロッパ映画賞                 | 2011年 | 作品賞                       | 『メランコリア』                        | 受賞       |
| ヨーロッパ映画賞                 | 2011年 | 監督賞                       | 『メランコリア』                        | ノミネート |
| ヨーロッパ映画賞                 | 2011年 | 脚本賞                       | 『メランコリア』                        | ノミネート |
| ヨーロッパ映画賞                 | 2014年 | 作品賞                       | 『ニンフォマニアック』                  | ノミネート |
| ヨーロッパ映画賞                 | 2014年 | 観客賞                       | 『ニンフォマニアック』                  | ノミネート |
| ゴールデングローブ賞             | 1996年 | 作品賞 (ドラマ部門)          | 『奇跡の海』                            | ノミネート |
| 全米映画批評家協会賞             | 1996年 | 作品賞                       | 『奇跡の海』                            | 受賞       |
| 全米映画批評家協会賞             | 1996年 | 監督賞                       | 『奇跡の海』                            | 受賞       |
| 全米映画批評家協会賞             | 2011年 | 作品賞                       | 『メランコリア』                        | 受賞       |
| 全米映画批評家協会賞             | 2011年 | 監督賞                       | 『メランコリア』                        | 3位        |
| ニューヨーク映画批評家協会賞     | 1996年 | 作品賞                       | 『奇跡の海』                            | 次点       |
| ニューヨーク映画批評家協会賞     | 1996年 | 監督賞                       | 『奇跡の海』                            | 受賞       |
| ニューヨーク映画批評家協会賞     | 2011年 | 作品賞                       | 『メランコリア』                        | 次点       |
| ニューヨーク映画批評家協会賞     | 2011年 | 監督賞                       | 『メランコリア』                        | 次点       |
| インディペンデント・スピリット賞 | 1996年 | 外国映画賞                   | 『奇跡の海』                            | ノミネート |
| インディペンデント・スピリット賞 | 2000年 | 外国映画賞                   | 『ダンサー・イン・ザ・ダーク』          | 受賞       |
| インディペンデント・スピリット賞 | 2011年 | 外国映画賞                   | 『メランコリア』                        | ノミネート |
| ボストン映画批評家協会賞         | 1996年 | 監督賞                       | 『奇跡の海』                            | 次点       |
| サテライト賞                     | 1996年 | 外国語映画賞                 | 『奇跡の海』                            | 受賞       |
| フォトグラマス・デ・プラータ     | 1996年 | 外国語映画賞                 | 『奇跡の海』                            | 受賞       |
| ゴールデン・ビートル賞           | 1996年 | 外国映画賞                   | 『奇跡の海』                            | 受賞       |
| セザール賞                       | 1997年 | 外国映画賞                   | 『奇跡の海』                            | 受賞       |
| セザール賞                       | 2001年 | 外国映画賞                   | 『ダンサー・イン・ザ・ダーク』          | ノミネート |
| セザール賞                       | 2004年 | EU作品賞                     | 『ドッグヴィル』                        | ノミネート |
| セザール賞                       | 2012年 | 外国映画賞                   | 『メランコリア』                        | ノミネート |
| ロンドン映画祭                   | 1998年 | 国際映画批評家連盟賞         | 『イディオッツ』                        | 受賞       |
| ゴヤ賞                           | 2000年 | ヨーロッパ映画賞             | 『ダンサー・イン・ザ・ダーク』          | 受賞       |
| 日本アカデミー賞                 | 2000年 | 外国作品賞                   | 『ダンサー・イン・ザ・ダーク』          | 受賞       |
| ブルーリボン賞                   | 2000年 | 外国作品賞                   | 『ダンサー・イン・ザ・ダーク』          | 受賞       |
| ダヴィッド・ディ・ドナテッロ賞   | 2004年 | ヨーロッパ映画賞             | 『ドッグヴィル』                        | 受賞       |
| ダヴィッド・ディ・ドナテッロ賞   | 2012年 | ヨーロッパ映画賞             | 『メランコリア』                        | ノミネート |
| フランス映画批評家協会賞         | 2011年 | 外国語映画賞                 | 『メランコリア』                        | 受賞       |

## 関連文献
- “Lars from 1-10”. 2009年12月13日閲覧。
- “Production Company”. 2009年12月13日閲覧。
- “The Director Interviews: Lars von Trier, The Boss of It All”. 2009年12月13日閲覧。[リンク切れ], Filmmaker Magazine
- “Senses of Cinema: Great Directors Critical Database”. 2009年12月13日閲覧。
- “'I'm a control freak - but I was not in control'”. 2009年12月13日閲覧。 - インタビュー
- “Slave to cinema”. 2009年12月13日閲覧。 - インタビュー
- “The Age Interview”. 2009年12月13日閲覧。
- “Timeout Interview”. 2009年12月13日閲覧。